# Renault Express I
Pour les articles homonymes, voir Renault Express.
Le Renault Express I est un véhicule utilitaire léger commercialisé par le constructeur automobile français Renault, de novembre 1985 à juillet 2000. Sur les marchés d’exportations, il est dénommé Renault Rapid en Allemagne, et Renault Extra au Royaume-Uni.
Le Renault Express fait largement appel à la banque de pièces Renault qui lui sont contemporaines. Il est ainsi dérivé étroitement de la Renault Supercinq dont il partage partiellement le soubassement. Cependant, pour certains modèles, celui-ci est équipé d’un train arrière à quatre barres, se retrouvant sur les versions sportives Supercinq GT Turbo ou 9 et 11 Turbo (puis sur les 9 et 11 équipées du 1 721 cm3), l’empattement, les porte-à-faux et la face avant (masque avant, ailes et capot) sont spécifiques.

## Historique

### Contexte
En mars 1984, le constructeur Citroën dévoile un nouveau modèle, le C15, destiné à remplacer l’Acadiane. Alors que sa commercialisation débute en octobre de la même année, l’arrivée du C15 a un impact significatif sur le marché des véhicules utilitaires légers, principalement sur la Renault 4 Fourgonnette, qui devient obsolète face à cette nouveauté. De plus, la disponibilité du C15 en version diesel marque une première dans ce segment. Renault, conscient de la nécessité de rester compétitif sur ce segment, doit réagir en réétudiant un précédent projet de la marque : une version utilitaire sa nouvelle citadine, la Supercinq.

### Présentation, lancement et améliorations

#### Phase 1, de 1985 à 1991
Au lancement en 1985, l'Express est proposé avec trois moteurs, dont un diesel. Les deux moteurs à essence sont des Cléon-Fonte, avec le « C1C » de 956 cm3 et le « C1E » de 1 108 cm3. La version diesel est propulsée par le moteur F Renault « F8M-736 » de 1 595 cm3. Trois types de carrosseries sont également disponibles : la version tôlée (2 places), la version vitrée (2 places) et la version break (5 places). Dès 1986, une nouvelle version du Cléon-Fonte de 1 397 cm3 développant 60 ch est introduite, disponible en version break et tôlée. En 1987, le break est amélioré avec des équipements supplémentaires, tels que des enjoliveurs de roue, des bandes de protection latérale, une sellerie bicolore, un coffre habillé et le « pack équipement », et il est décliné en trois finitions (GTC, GTL et GTD). La finition GTC peut être équipée en option d'une boîte à 5 vitesses.

#### Phase 2, de 1991 à 1994

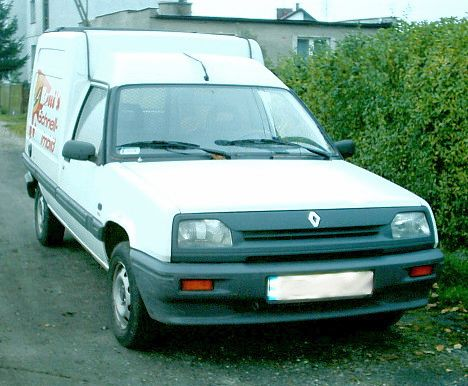
Un Express I, de phase 2.

En septembre 1991, Renault présente la phase 2 de l’Express à l’occasion du salon de l’automobile de Francfort. À l’avant, la calandre est simplifiée comportant deux ouvertures au lieu de cinq sur la phase 1, présentant des optiques de phares légèrement arrondis. Normalement de couleur noire, la calandre peut être assortie à la teinte de la carrosserie sur les finitions haut de gamme. Les clignotants sont déplacés vers le pare-chocs, qui bénéficie également d’un nouveau design. Les protections latérales sont repositionnées plus haut, tandis que les rétroviseurs, redessinés, se fixent désormais sur les vitres. Pour la version break, le hayon est désormais installé en série, tandis qu’il reste en option pour la version Combi à cinq places. Dans un souci d’amélioration de la finition, toutes les versions de l’Express bénéficient d’une meilleure isolation phonique, tandis que de nouvelles options font leur apparition telles que la climatisation, la fermeture centralisée des portes et la direction assistée.

#### Phase 3, de 1994 à 2000

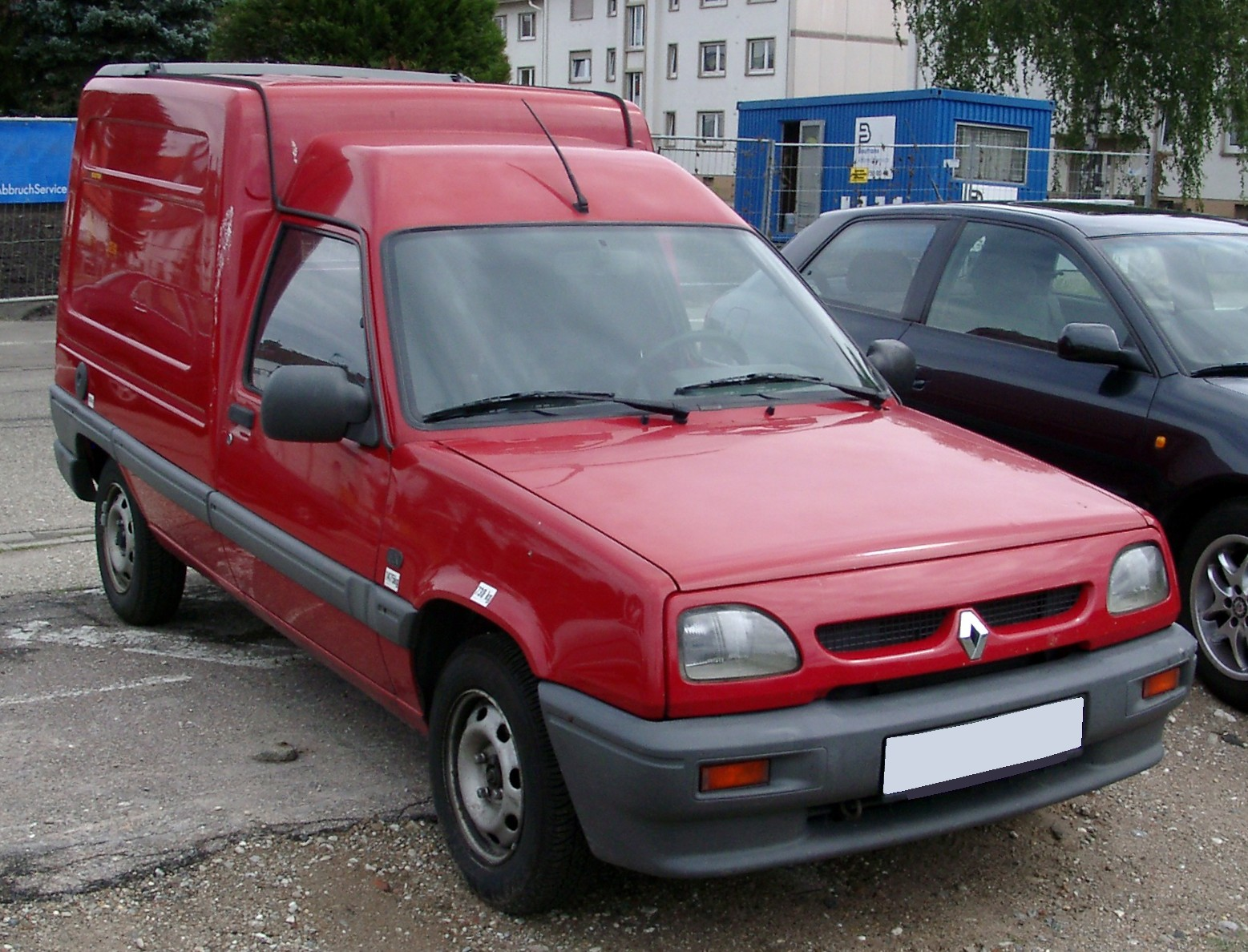
Un Express I, de phase 3.

En septembre 1994, la phase 3 du Renault Express I voit le jour. Le principal changement extérieur est la nouvelle calendre avec ses deux prises d’air séparées par le logo Renault. Les phares avants sont arrondis, et les rétroviseurs extérieurs agrandis. À l'intérieur, le tableau de bord est remodelé, et le volant change de forme. En plus de ces changements esthétiques intérieurs et extérieurs, le Renault Express I abandonne les motorisations de la Supercinq et s’équipe de celles de la Clio I.

### Arrêt et succession
C’est à partir de la présentation du Renault Kangoo I que la fourgonnette Express commence sa fin de carrière. En 1997, il ne subsiste de l’Express que quatre versions : Base et Europa (remplaçant RL, RN et Extra) pour les versions utilitaires, Europa et Symphonie (remplaçant les RN et RT) pour la version 5 places. En 1998, ces versions familiales disparaissent, seules restent au catalogue les versions 2 places. L’Express disparaît en juillet 2000.
Pour les marchés d'Amérique du Sud, la production de l'Expres se poursuit jusqu'en avril 2001 en kits CKD dans l'usine de l'assembleur uruguayen Nordex S.A..
En novembre 2020, Renault annonce la commercialisation d’un nouvel Express à partir du printemps 2021, un utilitaire simple, basé sur le châssis du Dacia Dokker. Le jeudi 11 février, le constructeur confirme le lancement commercial du Renault Express II.

## Les différentes versions

### Carrosseries
Le Renault Express I est décliné en trois versions différentes, appelées « tôlé », « vitré », et « break ».

#### Tôlé
Version de base de l'Express, le « tôlé » ne dispose d'aucune vitre sur les côtés de la partie arrière.

#### Vitré
La carrosserie « vitré » est identique à la version « tôlé », avec l'ajout d'une vitre de chaque côté à l'arrière pour dégager la visibilité 3/4 arrière, et permettant ainsi de vérifier l'angle mort arrière-droit.

#### Break
La carrosserie « break » est très différente des versions « fourgon » (« tôlé » et « vitré »), avec la caisse arrière totalement vitrée. Par rapport à la version « vitré », les glaces sont plus longues et peuvent être ouvertes via un système de vitres coulissantes. Aussi une plus petite vitre additionnelle est ajoutée sur la partie haute de la tôle. Elle offre également cinq places grâce à une banquette arrière. L'accès se fait par les portes de devant, en rabattant les sièges, car aucune porte supplémentaire n'est ajoutée à cette version.

### Séries spéciales

#### Extra
Lancé en mai 1988, le Renault Express « Extra » est limité à 1 000 exemplaires. Il n’est disponible qu’en une seule couleur, le Brume (O441). En supplément du modèle de base, l’Express « Extra » dispose de petites vitres latérales, d’un autoradio, d’enjoliveurs intégraux, d’un girafon, du logo « Extra » sur la capucine, de bandes décoratives latérales, et de baguettes de protection latérales. Seules deux motorisations sont disponibles, l’une essence et l’autre diesel. La première est le moteur Cléon-Fonte de 1 108 cm3, le second le moteur F 1.5D de 1 595 cm3.

#### Prima
Simultanément avec l’« Extra », Renault commercialise une autre série limitée à 800 exemplaires, l’Express « Prima ». Pour cette série, le seul coloris disponible est le Gris (M602), une teinte métallisée non vernie. En plus du modèle de base, l’Express est équipé de grandes vitres coulissantes, d’un autoradio, d’enjoliveurs intégraux, du logo « Prima » sur la capucine, de bandes décoratives latérales, et de baguettes de protection latérales. Comme pour l’Express « Extra », les deux seules motorisations disponibles sont le 1.1 (1 108 cm3) et le 1.5D (1 595 cm3).

## Caractéristiques

### Dimensions
|                       | Renault Express I |
| --------------------- | ----------------- |
| Longueur              | 3 982 mm          |
| Largeur               | 1 588 mm          |
| Hauteur               | 1 790 mm          |
| Empattement           | 2 580 mm          |
| Voies avant / arrière | 1 326 / 1 288 mm  |
| Garde au sol          | 120 mm            |
| Rayon de braquage     | 10,4 m            |
| Capacité du réservoir | 44 L              |

### Chaîne cinématique

#### Motorisations
Les « moteurs Cléon-Fonte » (essence) étaient disposés transversalement à l’avant, et couplés à une boîte quatre ou cinq rapports + marche arrière apparue sur les Renault 9 et 11. Les cylindrées étaient de 956, 1 108 et 1 397 cm3.
Sur les modèles les plus récents, un « moteur Energy » 1,4 litre de 80 chevaux était également disponible, moteur beaucoup plus moderne (arbre à cames en tête) et économique, ainsi que le « moteur D » de 1.2 type D7F de 60 chevaux.
Le 956 cm3 fut rapidement abandonné, à cause de performances limitées et d’une consommation élevée. Renault proposa également des motorisations diesel, un 1,6 litre « moteur F » type F8M, dérivé du bloc F2N de 1 721 cm3 essence, ces deux derniers déjà vus sous le capot des Super 5, 9 et 11, puis le « moteur F » type F8Q de 1,9 litre diesel, inauguré par la Renault 19.
Cette auto a existé en variante électrique, rare. Elle était également équipée du tableau de bord des Super 5 entrée de gamme, ce dernier étant modifié pour recevoir les équipements relatifs à son mode de propulsion (jauge de batterie, par exemple).
| Modèle et boîte                            | Construction | Moteur                               | Cylindrée         | Puissance                    | Couple                 | 0 à 100 km/h | Vitesse maximale | Consommation et émissions de CO2 |
| ------------------------------------------ | ------------ | ------------------------------------ | ----------------- | ---------------------------- | ---------------------- | ------------ | ---------------- | -------------------------------- |
| Renault Express I 956 (boîte méca. 4)      | 1985 -       | 4 cylindres en ligne C1C             | 956 cm3           | 27 kW (37 ch) à 5 500 tr/min | 59 N m à 2 500 tr/min  |              | 118 km/h         | 7,9 L/100 km ... g/km            |
| Renault Express I 1.1 (boîte méca. 4 ou 5) | 1985 - 1993  | 4 cylindres en ligne C1E             | 1 108 cm3 (1,1 L) | 35 kW (47 ch) à 5 250 tr/min | 80 N m à 2 500 tr/min  | 17,5 s       | 129 km/h         | 7,8 L/100 km ... g/km            |
| Renault Express I 1.2 (boîte méca. 4 ou 5) | 1994 - 1997  | 4 cylindres en ligne C1G             | 1 237 cm3 (1,2 L) | 40 kW (55 ch) à 5 300 tr/min | 90 N m à 2 800 tr/min  | 16 s         | 138 km/h         | 8,3 L/100 km ... g/km            |
| Renault Express I 1.4 (boîte méca. 5)      | 1994 - 1997  | 4 cylindres en ligne E6J-734 E7J-724 | 1 390 cm3 (1,4 L) | 59 kW (80 ch) à 6 000 tr/min | 107 N m à 4 000 tr/min | 12 s         | 150 km/h         | ... L/100 km ... g/km            |
| Renault Express I 1.4 (boîte méca. 4)      | 1986 - 1993  | 4 cylindres en ligne C1J             | 1 397 cm3 (1,4 L) | 44 kW (60 ch) à 5 250 tr/min | 104 N m à 2 500 tr/min | ... s        | ... km/h         | 7,6 L/100 km ... g/km            |

| Modèle et boîte                        | Construction | Moteur                       | Cylindrée         | Puissance                    | Couple                 | 0 à 100 km/h | Vitesse maximale | Consommation et émissions de CO2 |
| -------------------------------------- | ------------ | ---------------------------- | ----------------- | ---------------------------- | ---------------------- | ------------ | ---------------- | -------------------------------- |
| Renault Express I 1.6D (boîte méca. 4) | 1985 - 1993  | 4 cylindres en ligne F8M-736 | 1 595 cm3 (1,6 L) | 40 kW (55 ch) à 4 800 tr/min | 102 N m à 2 250 tr/min | ... s        | ... km/h         | 7,1 L/100 km ... g/km            |
| Renault Express I 1.9D (boîte méca. 5) | 1994 - 1997  | 4 cylindres en ligne F8Q     | 1 870 cm3 (1,9 L) | 40 kW (55 ch) à 3 900 tr/min | 118 N m à 2 000 tr/min | ... s        | 134 km/h         | ... L/100 km ... g/km            |
| Renault Express I 1.9D (boîte méca. 5) | 1994 - 1997  | 4 cylindres en ligne F8Q-722 | 1 870 cm3 (1,9 L) | 48 kW (65 ch) à 4 500 tr/min | 118 N m à 2 250 tr/min | 16,5 s       | 140 km/h         | 7,5 L/100 km ... g/km            |

| Modèle                       | Construction | Moteur  | Puissance     | Couple                | Autonomie | Puissance de charge |
| ---------------------------- | ------------ | ------- | ------------- | --------------------- | --------- | ------------------- |
| Renault Express I Électrique | 1985         | Continu | 24 kW (33 ch) | 10 N m à 7 000 tr/min | 120 km    | 10 kW               |

#### Boîte de vitesses
La boîte de vitesses est de type JB, 4 ou 5 rapports synchronisés, identiques aux boîtes des Supercinq, 9 et 11, mais aux rapports à l’étagement différent.

### Mécanique
La direction est classique, à crémaillère, assistée en option ou série sur les derniers modèles.
Il s’agit d’une traction avant. Les suspensions avant sont indépendantes, avec ressorts hélicoïdaux et amortisseurs et barre anti-roulis dérivés directement de la Supercinq ; Sur certains modèles, pas tous, le train arrière est « rigide déformable », également dénommé « à épure programmée », à 4 barres de torsion et amortisseurs hydrauliques télescopiques.
Le freinage, de type hydraulique à double circuit, est mixte, disques pleins à l’avant, tambours à l’arrière, assisté par un servofrein à dépression. Le frein de parking et de secours est à commande à câbles et actionne les mâchoires de tambour arrière.

### Châssis et carrosserie
La caisse, en acier à structure autoportante, conçue dans un souci d’équilibre entre rigidité et légèreté, pouvait être tôlée, semi vitrée pour dégager la visibilité 3/4 arrière, vitrée, être équipée de deux portes battantes ou d’un hayon. Elle a existé en 2 et 5 places, et une variante pick-up a été fournie par des carrossiers indépendants (Gruau par exemple).
Elle reprend une originalité de la Renault 4 Fourgonnette, le « girafon », en option, permettant de charger des éléments longs dépassant du haut des 2 portières arrière. Concrètement il s'agit d'une ouverture sur l'arrière du toit, au dessus des portes. Cette ouverture est couverte via une plaque de plastique.

#### Teintes de carrosserie

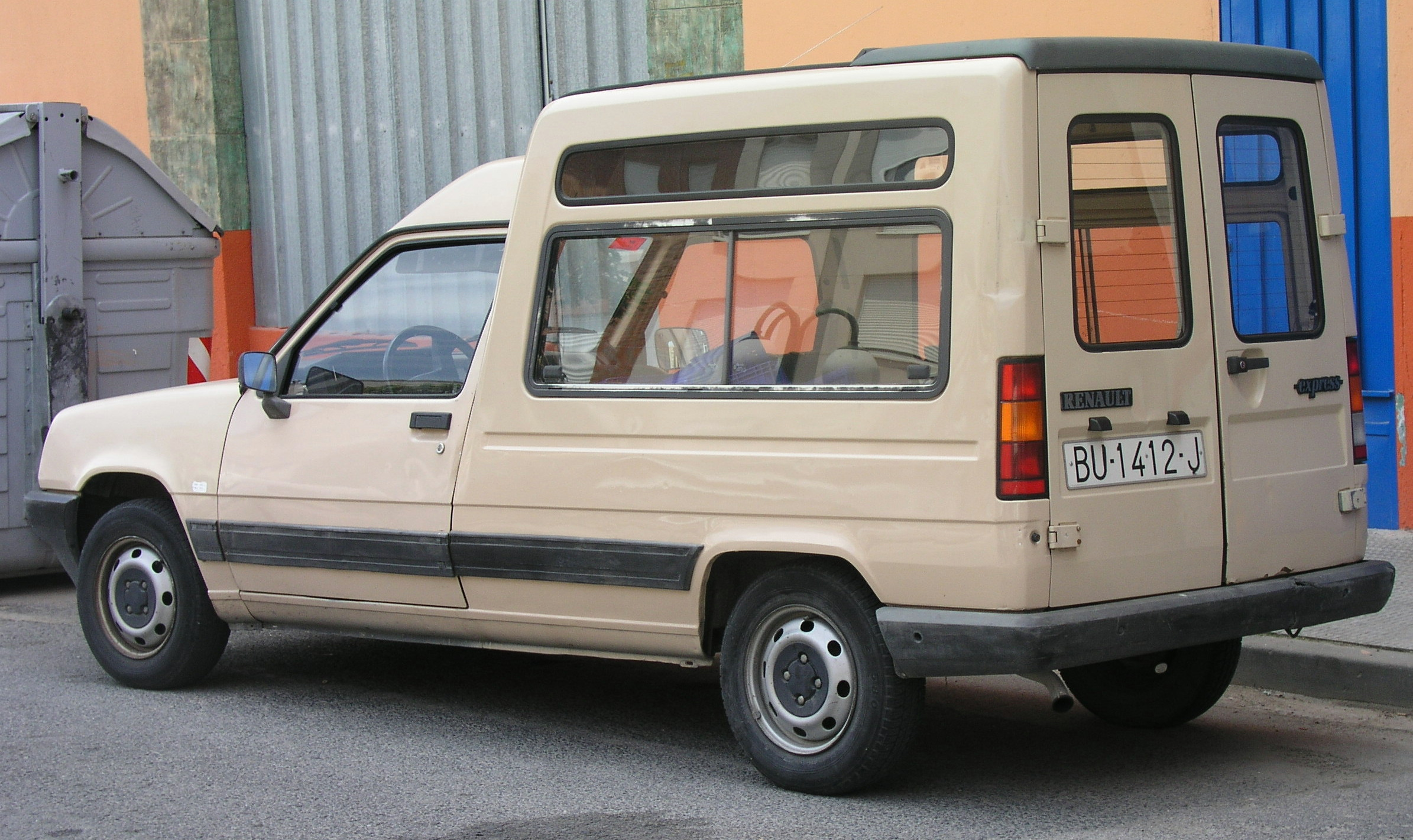
Un Renault Express I, de couleur Beige (170).

Comme pour les autres Renault de l’époque, le coloris du véhicule est défini par un code. Ce code est composé généralement de quatre à cinq caractères, le premier groupe d’une ou deux lettres indique la finition de la peinture : « O » pour opaque, « OV » pour opaque vernie, « NV » pour nacrée vernie, « M » pour métallisée non vernie, « MV » pour métallisée vernie, et « TE » pour teinte à effet. Dans la majeure partie des cas, le premier symbole de la suite de trois caractère permet de définir la famille de couleur.
- Orange (O031), de 1995 à 1999
- Camargue (O139), de 1992 à 1999
- Beige (O170), de 1986 à 1989
- Blanc Panda (O348), de 1986 à 1990
- Blanc Glacier (O389), de 1990 à 2000
- Bleu Lavande (O420), de 1990 à 1991
- Ardoise (M422), de 1986 à 1990
- Bleu (O423), de 1986 à 1991, puis de 1993 à 1999
- Bleu Cobalt (O499), de 1992 à 1995
- Gris (M602), de 1986 à 1990
- Xérus (MV630), de 1995 à 1999
- Palombe (O666), de 1989 à 1990
- Rouge (O705), de 1986 à 1987
- Rouge Vif (O719), de 1988 à 2000
- Brique (O773), de 1990 à 1991

### Intérieur, options et accessoires

#### Les options
Renault propose plusieurs options durant la carrière de l’Express, comme le girafon.

## Concurrence et ventes
En concurrence directe avec le Citroën C15 et la Fiat Fiorino, la fourgonnette Express remporta un grand succès parmi les utilitaires légers, et s’est posée, à terme, en succession a la Renault 4 Fourgonnette.
À l’exportation, principalement en Allemagne, la fourgonnette était baptisée Renault Rapid ainsi qu’Extra au Royaume-Uni (le nom étant déjà utilisé par Talbot pour les frères jumeaux des Citroën C25 - Peugeot J5 et Fiat Ducato I) ; et était équipée en fonction des législations, du « moteur Energy » dépollué ou du « moteur Cléon-Fonte », également dépollué (présence d’un EGR, d’un catalyseur…) et souvent d’un équipement sensiblement plus abondant (rangement au-dessus du conducteur, montre numérique, dégivrage de lunette arrière, antibrouillards, etc.). Les modèles les plus récents sont également équipés, en option ou série, de la direction assistée, de vitres électriques teintées, etc. bien loin du rustique engin des débuts.